# Патуцци, Александр
Александр Патуцци (11 марта 1813, Вена — 10 апреля 1869, там же) — австрийский писатель

, историк, драматург, издатель.

## Биография
Александр Патуцци родился в семье итальянского происхождения. Начальное образование получил дома, затем учился в Лёвенбургском конвикте и позже изучал медицину в Венском университете, но не закончил обучение и занялся книготорговлей. Работал некоторое время в Лейпциге, но с 1838 года на протяжении десяти лет вёл жизнь странника, пешком бродя по Австрии, Швейцарии, германским и итальянским государствам; в этот период зарабатывал себе на жизнь как свободный литератор. В конце 1840-х годов вернулся в Австрийскую империю, в 1850 году работал в редакции газеты в Граце, с 1851 года постоянно проживал в Вене, где занимался написанием литературных произведений (в основном исторических романов и трагедий). В 1859 году отправился в Италию фронтовым корреспондентом.
Издал 5 томов «Bunte Reihe deutscher Originalnovellen» (1840—1841 годы), где ряд новелл принадлежит составителю; написал: «Des Wanderers Pilgerfahrt» (1841), «Schwäbische Sagenchronik» (1844), драмы «Der Thron von Württemberg» (1848) и «König und Aebtissin» (1852). Его последние произведения, исторические работы «Geschichte Oesterreichs, dem Volke erzählt» (1864) и «Geschichte der Päpste» (1867), были негативно приняты критикой.